# Grady (Arkansas)
Grady – miasto w Stanach Zjednoczonych, w stanie Arkansas, w hrabstwie Lincoln.